# ISO/IEC 646
ISO/IEC 646 è  uno standard che dal 1972 specifica un codice caratteri a 7 bit dal quale derivano vari standard nazionali. Il più conosciuto è l'US ASCII o ASCII ristretto. Il nome è dovuto alle organizzazioni ISO, International Organization for Standardization, ed IEC, International Electrotechnical Commission.
In realtà usa 8 bit per la codifica dove il più significativo è sempre posto uguale a 0.
I primi 32 caratteri codificati sono caratteri di controllo (cioè non rappresentano simboli stampabili ma funzioni da eseguire).
Ogni carattere quindi è rappresentato univocamente da un numero binario da 00000000 a 01111111 (cioè 0-127 in decimale).
Le cifre da 0 a 9 hanno tutte il primo nibble posto a 0011 mentre il secondo nibble corrisponde alla rappresentazione della cifra in binario cioè:
0 = 0011 0000
1 = 0011 0001
2 = 0011 0010
.
.
9 = 0011 1001
Le lettere sono suddivise in maiuscole e minuscole. Per ciascun gruppo è stato mantenuto l'ordine alfabetico (ad es. A + 1 = B, ecc.) e le lettere maiuscole precedono quelle minuscole. Dunque è possibile effettuare confronti fra caratteri grazie al loro codice ASCII, anche se non è comunque possibile un confronto del tipo a-Z in quanto Z precede a.